# Il cavaliere della notte
Il cavaliere della notte (Les Aventures de Robert Macaire) è un film del 1925, diretto da Jean Epstein, basato sull’opera teatrale Robert Macaire, di Benjamin Antier, Saint-Amand e Frédéric Lemaitre.

## Trama
Prima avventura: “Una strana notte nel podere dei Sermèzes”. Robert e il suo fido servitore Bertrand si aggirano, affamati ed in mal arnese, per la campagna, finché si imbattono in una masseria presso la quale viene loro rifiutata l’elemosina (per quanto un bambino della fattoria ricordi alla madre il voto che aveva fatto a Sant’Antonio). Robert e Bertrand allora si introducono in una vicina casa padronale e ne rubano abiti e gioielli, e, indossati i nuovi vestiti eleganti, si ripresentano alla fattoria spacciandosi per nobili, mentre monta la tempesta e la nonna della masseria sta raccontando ai nipoti le avventure del noto brigante Robert Macaire, e ottengono asilo per la notte. Udito un lamento lontano, Robert trae in salvo una fanciulla che era stata sbalzata dal cavallo: si tratta di Louise de Sermèse, figlia del proprietario del possedimento cui appartiene la fattoria, che promette riconoscenza al suo salvatore. Di notte Robert e Bertrand, travestiti da Sant’Antonio (e da cane) rubano gli averi che la fattrice si era portati a letto, mentre Louise, risvegliatasi, trova per terra la barba finta di Robert. Al mattino giunge il fratello di Louise, René, che invita Robert e Bertrand, che si fanno ora chiamare visconte de la Tour e scudiero Picard, al palazzo dei Sermèse, dove Robert flirta con Louise nonostante la gelosia di René, e Bertrand con Victoire, una donna della servitù. Sul giornale appare la notizia del furto perpetrato da Robert il giorno prima.
Seconda avventura: “Il ballo tragico”. Dai Sermèse viene indetto un ballo in onore del salvatore di Louise, ma, mentre gli invitati stanno arrivando alla spicciolata, il marchese di Sermèse viene reso edotto della vera identità dei suoi ospiti dai gendarmi, il cui capo, il brigadiere Verduron, agisce con tanto maggior zelo in quanto è il promesso sposo, non particolarmente amato, in verità, di Victoire. Mentre Bertrand, nonostante si travesta in abiti femminili per sfuggire all’arresto, viene catturato, Louise aiuta Robert a fuggire, consegnandogli la sua barba finta.
Terza avventura: “L’appuntamento fatale”. Uno dei gendarmi che inseguono Robert, il capitano Mouffetard, muore in un incidente, lontano dai commilitoni. Robert ne assume le sembianze e gli abiti, e, avendo appreso che il capitano sottraeva delle forti somme all’esercito, dopo aver liberato Bertrand, si reca con lui, opportunamente travestito da gendarme, da Eugénie, moglie di Mouffetrad, e si fa restituire, a nome dell’esercito, il maltolto.
Poi Robert e Bertrand tornano, in segreto, presso i Sermèse, per reincontrare le proprie innamorate. Mentre Bertrand resta deluso, perché Victoire si è già consolata con un altro uomo, Robert e Louise si ritrovano, dandosi ricorrenti appuntamenti serali. Nel corso di uno di questi, tuttavia, i due briganti vengono riconosciuti e catturati.
Quarta avventura: “La figlia del bandito”. Trascorrono 17 anni, gran parte dei quali passati in carcere, tranne un breve intermezzo di libertà nel quale una truffa, messa in atto con un complice, Cassignol, ai danni del visconte de la Ferté, li riporta in prigione, quando Robert e Bertrand, di nuovo in miseria, decidono di tornare presso i Sermèse, a rendere omaggio alla tomba di Louise, morta nel frattempo. Sulla tomba di Louise trovano una giovane ragazza.
Ospitati benevolmente per la cena e la notte da una famiglia locale, Robert e Bertrand vi incontrano di nuovo la ragazza, Jeanne, che Robert apprende essere la figlia di Louise, e che non fatica, anche grazie ad un ritratto della madre presente nella casa, a riconoscere come sua propria figlia. Essendo ufficialmente figlia di padre ignoto Jeanne era stata esclusa dal patrimonio materno ed era stata allocata presso parenti meno facoltosi. Il mattino dopo Robert fa la conoscenza fidanzato di Jeanne, Henri de la Ferté, figlio del visconte vittima della truffa di qualche anno prima, e, a causa di essa, ora in rovina finanziaria. Robert decide allora, per assicurare un agiato matrimonio a sua figlia, di recarsi a Parigi e di costringere Cassignol a restituire il denaro sottratto a suo tempo al visconte.
Quinta ed ultima avventura. Cassignol, scampato all’arresto anni prima, ora abita sotto falso nome nella capitale, dove conduce una vita nel lusso. Robert e Bertrand si introducono in un fastoso ricevimento nel giardino della sua residenza spacciandosi per una coppia di illusionisti inglesi, dai nomi Marc Err e la sua assistente signorina Bertrande. Qui riescono a farsi restituire gli averi di de la Ferté.
Tornati presso il palazzo di de la Ferté Robert e Bertrand dotano Jeanne dell’ingente somma, poi, senza che Robert riveli a Jeanne di essere suo padre, escono alla chetichella prima che il visconte possa brindare con loro, e riprendono il loro vagabondaggio.